# Centerpartiets historia
Centerpartiet är ett politiskt parti i Sverige som leder sin historia tillbaka till det 1913 bildade Bondeförbundet. Från att ursprungligen ha varit ett rent intresseparti för landsbygdens folk breddade man efter hand sin politik till att omfatta hela det politiska fältet. Partiprogrammet från 1913 ändrades 1916, 1933 och 1946 och fick efterhand mer liberal prägel. Efter 1960-talet tog partiet tydlig ställning som ett icke-socialistiskt parti och förespråkar en borgerlig politik. Sedan 1930-talet har fyra regeringar i Sverige letts av partiets ordförande.

## Bakgrunden till bildandet
Startskottet till partibildningen var Carl Berglunds upprop i tidningen Landsbygden 1910: "Bröder, låtom oss enas". Förutom han själv hade uppropet undertecknats av 24 andra lokala lantbrukare. Uppropet manade till samling för att förbättra lantbrukarnas aktuella situation och stärka inflytande i samhället för att möta framtidens förändringar.

### Partiet grundas (1913)
1 mars 1913 hölls ett konstituerande möte för Bondeförbundets riksorganisation i Falköping. Redan några dagar innan hade en första lokalavdelning (sockenförening) bildats. Redan i december 1913 kunde det första valkretsförbundet, omfattande 30 sockenföreningar börja sin verksamhet i Skaraborgs läns södra valkrets. Under åren 1914-1916 spred sig rörelsen, trots konkurrensen från liknande jordbruksorganisationer och misstro från övriga partier.

## Splittringens tid (1913-1921)
Första tiden kännetecknades av meningsskiljaktigheter och inre stridigheter. Detta ledde till att Elfrid Dürango avskedades från redaktörsposten för tidningen Landsbygden och att han tillsammans Karl Andreasson bröt sig loss och bildade partiet Svenska jordeförbundet med tidningen "Jorden och folket" som organ. I samband med Bondetåget bildades Bondetågets försvarsförbund och Skånska bondeförbundet. Dessa två förenades med Svenska jordeförbundet den 6 februari 1915 och bildade Jordbrukarnas Riksförbund. Även Bondeförbundet hade bjudits in till mötet, men avböjt då man betraktade den nya riksorganisationen som en del av högern på grund av dess försvarsvänlighet.
I december 1916 höll Bondeförbundet sin första riksstämma i Falköping besökt av 20 kretsombud och 124 sockenombud från 10 län. Till partiets första ordförande valdes Erik Eriksson i Spraxkya och Carl Berglund blev partisekreterare.
De kommande åren präglades av stark konkurrens mellan de båda organisationerna. I likhet med konkurrenten Jordbrukarnas Riksförbund, ville partiet ta till vara det lediga väljarunderlag som fanns sedan Lantmannapartiet hade upphört. Bondeförbundet lär ha varit starkast i Västergötland, Dalarna och Hälsingland, medan Jordbrukarnas Riksförbund var det i Skåne, Östergötland, Jämtland, Värmland och på Gotland.

### Etablering som ett  riksdagsparti
Vid valet 1917 kom både Bondeförbundet och Jordbrukarnas Riksförbund in i riksdagens andra kammare. Båda partiernas ledamöter arbetade i en gemensam riksdagsgrupp som fick namnet Jordbrukarnas fria grupp.
Vid landstingsmannavalet 1919 erhöll Bondeförbundet 94 representanter fördelade på 19 län, vilket medförde att Bondeförbundet på hösten samma år fick 12 representanter i första kammaren.

### Enandet 1921
13 januari 1921 lyckades de två partierna enas om ett samgående, något de båda partiorganisationerna bekräftade året efter. Riksförbundets ungdomsorganisation Svenska landsbygdens ungdomsorganisation blev Bondeförbundets ungdomsrörelse.

## 1920-talet

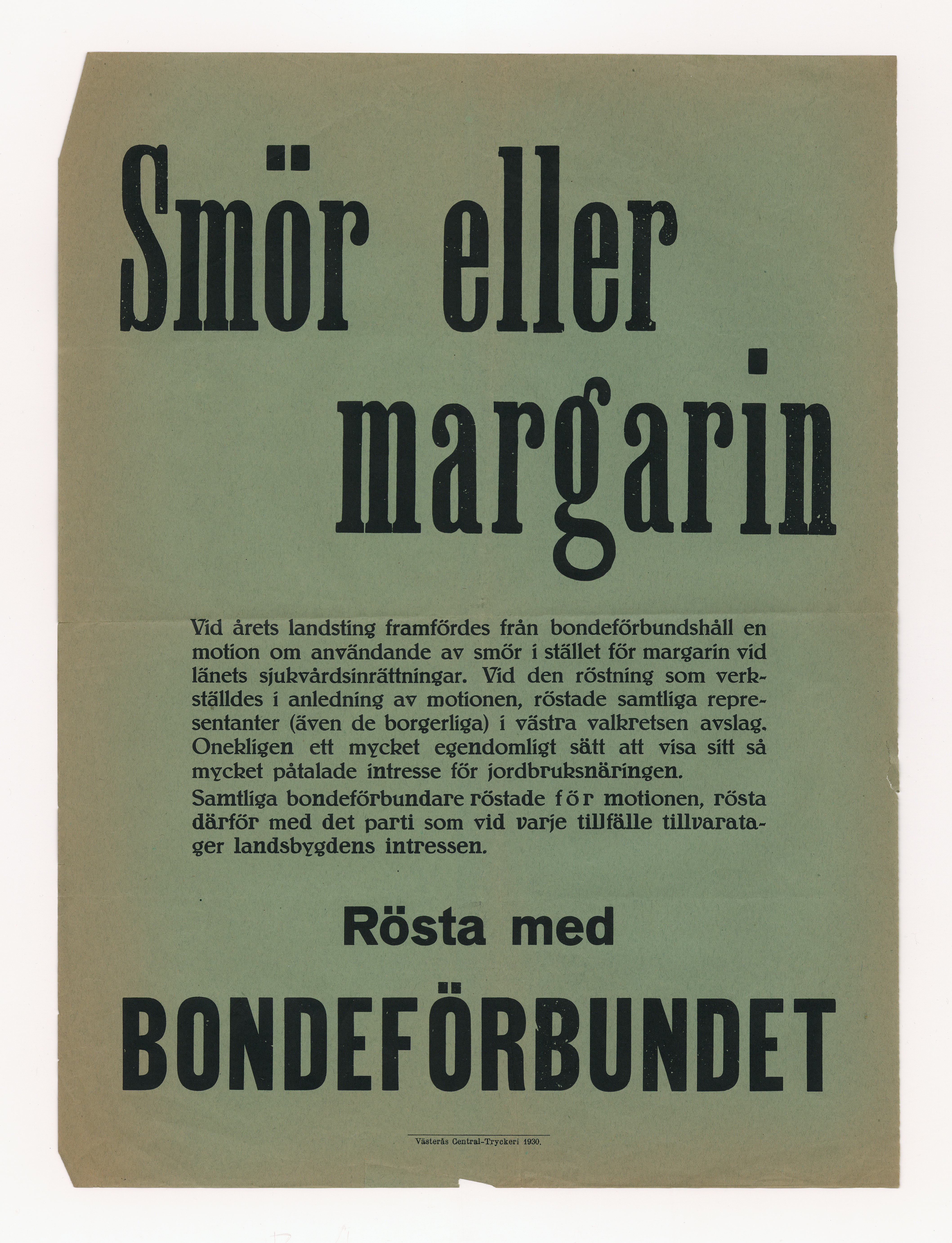
Valaffisch från 1930. I ett landsting har Bondeförbundets förslag om att köpa smör istället för margarin blivit nedröstat. Partiet säger sig vid varje tillfälle vilja tillvarata landsbygdens intressen.

Under 1920-talet skedde en dragning åt vänster i Bondeförbundets politik. Man motsatte sig de bank-, industri och storföretagsintressen som man menade att de borgerliga partierna företrädde, samtidigt som man motsatte sig vänsterpartiernas omfattande krav på dyra sociala reformer och även menade att de inte gav jordbruksnäringen tillräckligt skydd och stöd och intog en ställning mellan de båda blocken.
1929 blev Olof Olsson i Kullenbergstorp vald till partiledare. Olsson var mycket försiktig med att ge sig i lag med andra partier och tackade nej till att partiet skulle ingå i borgerliga regeringar som exempelvis Lindmans högerregering efter andrakammarvalet 1928 och Ekmans liberala regering. Med liberalerna kunde man dock komma överens om att införa prisreglering på spannmål. Regleringen skulle administreras av Statens spannmålsnämnd och till vice ordförande där utnämnde regeringen bondeförbundaren Axel Pehrsson-Bramstorp. Sommaren 1932 infördes också en liknande reglering av mjölken som skulle garantera bönderna ett visst pris.

## 1930-talet
Efter andrakammarvalet 1932 tillträdde en socialdemokratisk regering med Per Albin Hansson som statsminister.
1933 antogs ett nytt partiprogram där det bland annat stadgades:
| ” | Som en nationell uppgift framstår den svenska folkstammens bevarande mot inblandning av mindervärdiga utländska raselement samt motverkande av invandring till Sverige av icke önskvärda främlingar. Folkmaterialets bevarande och stärkande är en livsfråga för vår nationella utveckling. | „ |

### Krisuppgörelsen 1933 eller "Kohandeln"
1933 kom Bondeförbundet överens med regeringen att ge sitt stöd för regeringens stimulanspaket på 180 miljoner kronor i utbyte mot att jordbrukets prisregleringar inte bara skulle finnas kvar utan också innefatta kött, fläsk och ägg. Förhandlingarna mellan de båda partierna kom av motståndarna kallas Kohandeln och är bakgrunden till begreppet Kohandel. 
Krisprogrammet innebar bland annat: att mjölk, ägg, spannmål och smör-priset reglerades, att en slakterilånsfond bildades och olika former av jordbruksstöd.
Överenskommelsen med socialdemokraterna hade genomförts av en grupp yngre riksdagsmän, däribland Pehrsson-Bramstorp, och partiledaren Olsson fick inget veta förrän allt var klart. Olsson kände sig åsidosatt och sommaren 1934 avgick han som partiledare och efterträddes av Pehrsson-Bramstorp.
Samarbetet med socialdemokraterna fortsatte fram till 1936 då den socialdemokratiska regeringen föll på grund av försvarsfrågan.

### Sommarregeringen 1936

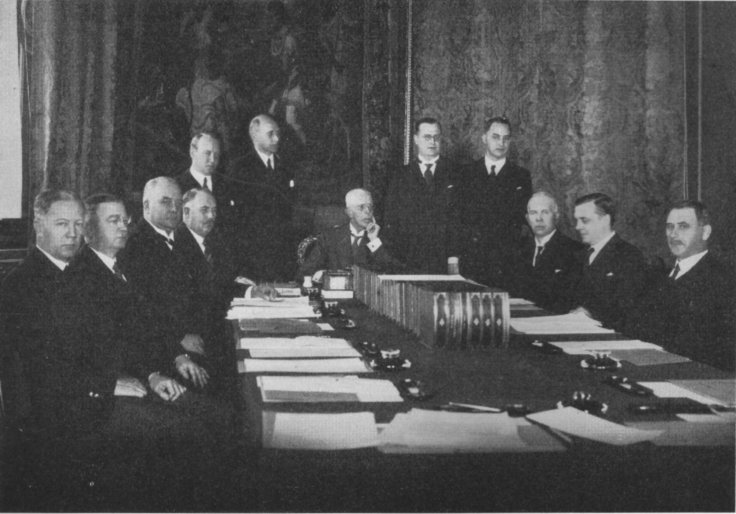
Regeringen Pehrsson-Bramstorp 1936. Sittande från vänster: Ericsson, Andræ, Nilsson, Pehrsson-Bramstorp, Gustaf V, Heiding, Centerwall, Strindlund. Stående från vänster: Bergquist, Ljungdahl, Gynnerstedt, Quensel.

1936 blev Pehrsson-Bramstorp kortvarigt statsminister för en tremånadersregering. Efter andrakammarvalet 1936 valde regeringen att avgå trots att några statsråd ville att regeringen skulle sitta kvar som minoritetsregering. Istället ingick Bondeförbundet i en koalitionsregering med socialdemokraterna. Bondeförbundaren Janne Nilsson blev försvarsminister och fick ansvaret att rusta upp försvaret. Pehrsson-Bramstorp blev jordbruksminister och på den posten satt han i nio års tid.

## Krigstiden och åren efter (1939-1948)

### Krigstiden 1939-1945
Partiet deltog också från 1939 i den krigstida samlingsregeringen. Inom partiet fanns dock en minoritet som efter andrakammarvalet 1940 ville att partiet skulle lämna samlingsregeringen. Under kriget fanns det också en opposition mot partiledaren som ansåg att han inte med tillräcklig kraft arbetade för jordbrukarnas intressen och gentemot sin egen riksdagsgrupp var förhållandet i vissa fall dåligt. Bondeförbundets riksstämma 1941 har kallats för "slaget vid Lund" där partiledaren med ett nödrop höll sig kvar men fick acceptera att den oppositionella Erik von Heland blev andre vice ordförande.
1943 bytte partiet namn till Landsbygdspartiet Bondeförbundet. Partiets drag av intresseparti för bönderna fanns dock kvar. I partiprogrammet från 1946 heter det: "Vi vilja därför kraftigt arbeta för allmän anslutning till och obrottslig solidaritet med jordbrukets ekonomiska och fackliga organisationer".
Efter krigsslutet 1945 avgick samlingsregeringen och följdes av en helt socialdemokratisk regering med Per Albin Hansson som statsminister.

### Slutet av 1940-talet
Efter Hanssons plötsliga bortgång 1946 blev Tage Erlander ny statsminister och partiledare. Under hösten 1947 och vintern 1948 träffades Erlander och Pehrsson-Bramstorp flera gånger för att diskutera ett tänkbart regeringssamarbete efter valet 1948. Pehrsson-Bramstorp var intresserad av detta och ansåg att Folkpartiet under ledning av Bertil Ohlin var ett hot både mot jordbruksregleringarna och jordbrukarnas ekonomiska föreningar.
Pehrsson-Bramstorp blev omvald som partiordförande vid riksstämman i Visby i juni 1948 men bara någon månad senare drabbades han av stroke. Efter valet i september 1948 inbjöd Erlander Bondeförbundet att medverka i en koalitionsregering. Partiets förste vice ordförande Gunnar Hedlund föredrog att vara försiktig och partistyrelsen beslöt att tacka nej till inbjudan.
Vid riksstämman i Falun i juni 1949 valdes Gunnar Hedlund till partiordförande och Erik von Heland blev förste vice ordförande.

## 1950-talet

### Koalition med socialdemokraterna (1951-1957)

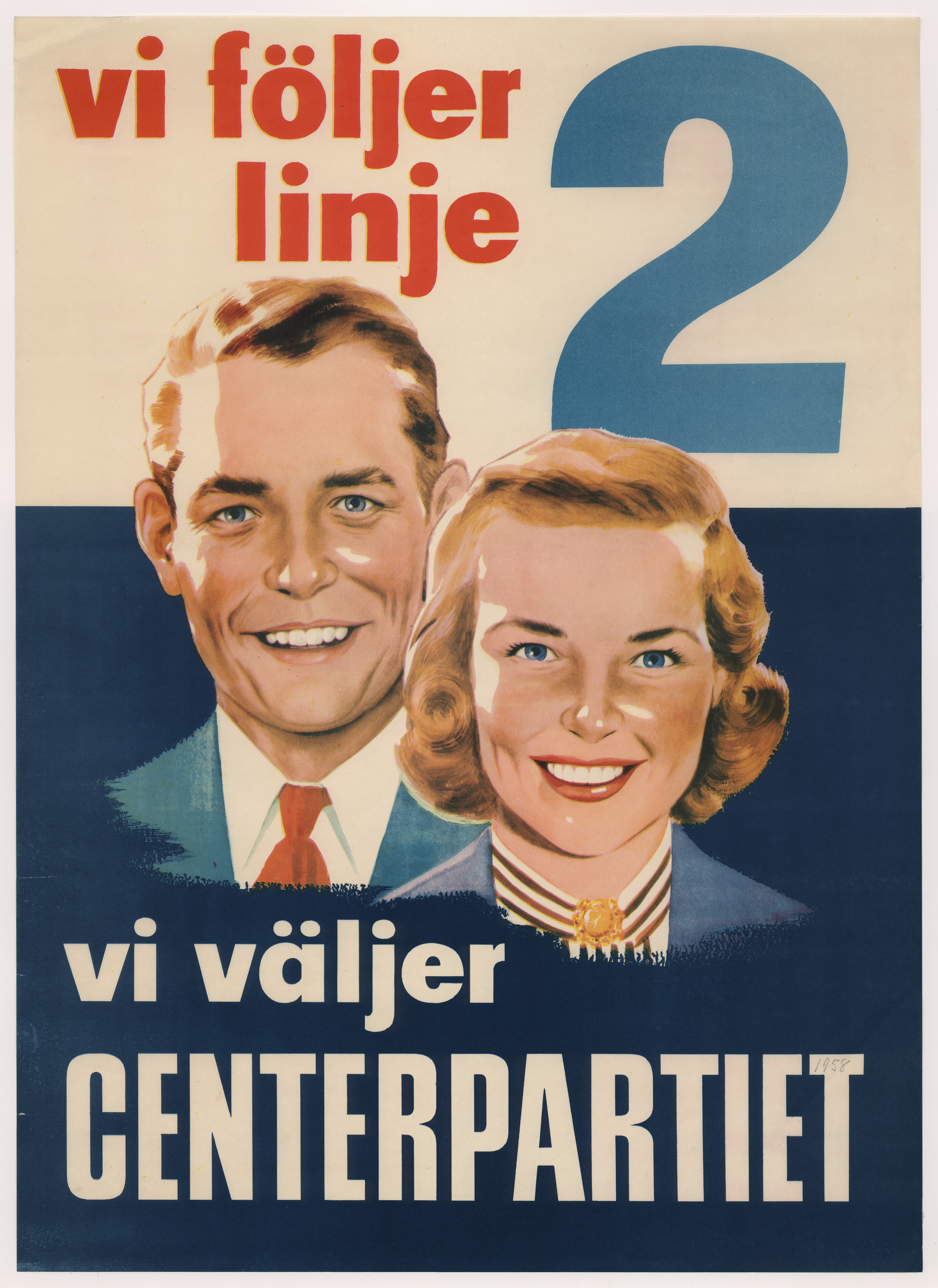
Vid folkomröstningen i ATP-frågan 1957 drev Centerpartiet linje 2

Partiet samarbetade med socialdemokraterna i en koalitionsregering 1951-1957. Socialdemokraterna saknade egen majoritet och föredrog Bondeförbundet framför SKP. Partiledaren Hedlund blev inrikesminister. Med bondeförbundaren Sam B. Norup som jordbruksminister anklagades partiet vid valet 1952 för att ogenerat gynna sina egna kärnväljare, bönderna, genom den så kallade retroaktiva grispremien. Norup var vice ordförande i Sveriges Lantbruksförbund och med honom som jordbruksminister kunde bönderna känna sig lugna - med den stora jordbrukspolitiska propositionen 1955 förblev jordbruksregleringarna kvar.
Under andra hälften av 1950-talet blev ATP-frågan aktuell. Bondeförbundet hade en annan mening än socialdemokraterna om hur pensionsfrågan skulle lösas och efter folkomröstningen 1957 upplöstes regeringen.

### Landsbygdens parti
Partiledaren Hedlund lanserade efter valet 1956 den så kallade strukturförändringshypotesen: i takt med att jordbruk lades ned och människor flyttade till städerna minskade gruppen av potentiella väljare. Alla trodde inte på den hypotesen utan påpekade att på de orter där Bondeförbundet gick bakåt gick Högerpartiet framåt. Eftersom partiet hade gått bakåt i riksdagsvalen 1952, 1954 och 1956 fanns det ändå majoritet för att göra något. Partiet var tvunget att bredda sitt väljarunderlag och 1957 bytte partiet namn till Landsbygdspartiet Centerpartiet för att året efter förenkla namnet till Centerpartiet.

## Förändringens vindar (1959-1968)
I slutet av 1950-talet och början av 1960-talet framträdde en ung generation av centerpartister: Johannes Antonsson, tidigare ordförande i SLU, Gustaf Jonnergård, partisekreterare och Thorbjörn Fälldin, riksdagsman från Ångermanland. Karaktären av intresseparti för bönderna minskade och istället blev partiet tydligt allmänborgerligt. I partiprogrammet från 1959 förespråkade partiet lokal självstyrelse, decentralisering och hänsyn till miljön. Partet var kritiskt till att människor tvingades flytta till storstäderna för att få jobb.
Partiets borgerliga prägel gjordes tydligt vid andrakammarvalet 1960 när partiledarna Hedlund och Ohlin förklarade att både Centerpartiet och Folkpartiet hade som gemensamt mål "att socialdemokrater och kommunister försätts i sådan minoritet i den folkvalda andra kammaren att regeringsskifte blir aktuellt". Något regeringsskifte blev dock inte aktuellt men det skapade en samförståndsanda som inte funnits tidigare mellan de två partierna. 1966 lade partierna fram en gemensam motion om den ekonomiska politiken.
Under 1960-talet skärptes tonen mot socialdemokraterna, bland annat när den socialdemokratiska regeringen 1965 ville avskaffa bolagsförbudslagen från 1925 som förbjöd skogsbolagen att köpa skogsmark. Partiet var också kritisk till de strukturförändringar som innebar att många flyttade från landsbygden till städerna. Under decenniet blev också naturmiljön en politisk fråga. Atomenergi och miljögifter blev omdebatterade genom böcker och tidningsartiklar. 
Partiets tydliga opposition mot socialdemokraterna innebar en fördubbling av väljarstödet mellan 1956 och 1970.

## Näst största partiet (1968-1979)

Valaffisch för Centerpartiet. Avbildade: Antonsson, Hedlund och Fälldin.

I valet 1968, med Gunnar Hedlund som partiledare, blev Centerpartiet riksdagens näst största parti, en ställning man behöll fram till valet 1979.

### Thorbjörn Fälldin tar över
En av de som gjorde sig känd för sitt motstånd mot kärnkraften var lantbrukaren Thorbjörn Fälldin. När Gunnar Hedlund avgick 1971 efter 22 år som partiledare blev Fälldin hans efterträdare. Vid centerstämman 1973 tog partiet klart ställning mot användandet av kärnkraft i Sverige. Fälldin kunde leda partiet till ett segerval 1973 där partiet fick över 25 procent av rösterna. Fälldin ville på hösten 1973 slå ihop partiet med Folkpartiet men fick inte stöd för detta.
Vid partistämman i Luleå 1973 beslutade Centerpartiet att kärnkraften i Sverige inte fick byggas ut så länge säkerhetsfrågorna inte var helt lösta.

## Borgerlig regering (1976-1978)
När de borgerliga partierna vann valet 1976 blev Fälldin statsminister. Genom centerpartisten Karin Söder fick Sverige sin första kvinnliga utrikesminister. 
Fälldins första regering avgick när det var blev uppenbart att regeringspartierna hade totalt olika syn på kärnkraften: Folkpartiet och Moderaterna ville ha en utbyggnad till 13 kärnkraftverk. De två partierna ville inte heller att frågan skulle avgöras genom folkomröstning.
I oktober 1978 avgick den första borgerliga regeringen på 40 år på grund av oenighet i frågan om folkomröstning om kärnkraften.

### Fälldin åter statsminister (1980-1982)
Ett år senare blev Fälldin åter statsminister i en borgerlig trepartiregering. Kärnkraftsfrågan hade blivit överspelad genom kärnkraftsomröstningen. Istället fick regeringen syssla med Sveriges dåliga ekonomi, bland annat behövde Gunnar Hedlunds skogsbolag NCB statsmedel för att överleva. I maj 1980 utbröt en stor arbetsmarknadskonflikt. Regeringen stupade på en uppgörelse om skattesystemet, "Den underbara natten", som Centerpartiet och Folkpartiet gjorde med socialdemokraterna men som Moderaterna inte ville ställa sig bakom.
Fälldin fick regera vidare med en tvåpartiregering tillsammans med Folkpartiet. De två partierna hade fler riksdagsledamöter än Moderaterna och när det kom till omröstningar stödde Moderaterna hellre regeringens propositioner än socialdemokraternas motförslag. Fälldin själv gjorde ett statsbesök i Indien och besökte en FN-konferens i Mexiko. För handläggningen av den strandade sovjetiska ubåten U 137 fick regeringen beröm av konstitutionsutskottet. Tillsammans med Moderaterna fick regeringen också igenom sin proposition om att utveckla ett stridsflygplan, JAS 39 Gripen.

## Det krympande partiet (1982-2002)
Efter valet 1982 fann sig partiet åter vara i opposition och inom partiet fanns det olika inställningar till borgerligt samarbete. Vid centerstämman 1983 beslutade man att "centern eftersträvar borgerlig majoritet i riksdagen och en regering grundad på denna majoritet". Någon tydlig profilfråga hade inte partiet längre.
På våren lade Centerns riksdagsgrupp fram en partimotion om att sänka ersättningen i sjukförsäkringen från 90 procent till 80 procent under de första 30 dagarna. I de olika partidistrikten mötte detta på hårt motstånd, bland annat från partistyrelsen. Vid centerstämman i Norrköping i juni 1985 dök istället ett nygammalt förslag upp, sänkt matmoms. Detta hade centerpartisten Ferdinand Nilsson motionerat om redan på 1960-talet utan att ens få stöd från den egna riksdagsgruppen. När förslaget om matmoms nu kom upp på centerstämman tog partiledaren Fälldin kraftigt avstånd från idén men blev överkörd. Partiet gick därmed till val på ett förslag som den egna partiledaren ogillade.

### Valsamverkan med KDS 1985
I riksdagsvalet 1985 hade Centerpartiet och Kristen Demokratisk Samling en valteknisk samverkan där man i valet gick under den gemensamma beteckningen Centern. Inom centerpartiet var dock samarbetet kritiserat både av ungdomsförbundet och kvinnoförbundet. Tanken med samarbetet var att de 2 procent av rösterna som brukade gå till KDS istället skulle kunna ge borgerliga riksdagsmandat.
Vid 1985 års centerstämma fanns det också flera motioner som krävde att partiet inte skulle ställa upp i en regering där Moderaterna ingick. Motionerna avslogs men det skapade en bild att partiet var splittrat och saknade regeringsvilja. Höstens riksdagsval blev det fjärde i rad där partiet förlorade väljare. KDS fick bara en enda riksdagsman, partiledaren Alf Svensson. 

### Valnederlaget - Fälldin avgår
Efter valet var det många inom centerpartiet som skyllde det dåliga valnederlaget på Fälldin. Partiets förste vice ordförande Karin Söder hade meddelat att hon ville avgå till sommaren 1986. När valberedningen möttes i november 1985 stod det klart att det rådde enighet bland dess ledamöter att Fälldin skulle avgå. Valberedningens ordförande Inge Pettersson meddelade Fälldin detta den 27 november och Fälldin bad att själv få bestämma när detta skulle offentliggöras. Den 1 december firades partiets 75-årsjubileum i Falköping och den 5 december förklarade Fälldin vid en presskonferens i Stockholm att han lämnade posten som partiets ordförande med omedelbar verkan.
Karin Söder tog därefter över som tillförordnad partiordförande fram till partiets stämma i juni 1986 där hon valdes till partiordförande. Olof Johansson blev förste vice och Karl Erik Olsson blev andre vice ordförande.

### Nedgången fortsätter
Söders tid som partiordförande blev dock kort, av hälsoskäl avgick hon i januari 1987 och följande månad valdes Olof Johansson till hennes efterträdare. Karl Erik Olsson blev förste vice och Görel Thurdin blev andre vice ordförande. Som partiledare gjorde Johansson klart att partiet ville uppnå en icke-socialistisk majoritet i riksdagen och en borgerlig regering.

### Åter i regeringsställning (1991-1994)

Partiledaren Olof Johansson på en valaffisch från riksdagsvalet 1991

Inför valet 1991 presenterade Moderaternas Carl Bildt och Folkpartiet liberalernas Bengt Westerberg ett gemensamt program, Ny start för Sverige. I huvudsak stödde Centerpartiets Olof Johansson detta program. Efter valet tillträdde en fyrpartiregering där Johansson blev miljöminister. Övriga centerstatsråd blev arbetsmarknadsminister Börje Hörnlund, jordbruksminister Karl Erik Olsson samt biträdande miljöminister Görel Thurdin.
Bland annat införde denna regering en allmän arbetslöshetsförsäkring som varit ett centerförslag sedan 1960-talet. Miljöminister Johansson fick handlägga miljöprövningen av den planerade Öresundsförbindelsen. Inom centerpartiet fanns det många som ville stoppa detta bygge till varje pris och när regeringen den 16 juni 1994 beslutade att ge sitt tillstånd till byggstarten avgick Johansson ur regeringen.
Vid det följande valet 1994 blev det ännu en nedgång för centerpartiet. Inför folkomröstningen om EU samma höst hade partistämman sagt ja till svenskt medlemskap men partiet var egentligen djupt splittrat i frågan.

### Partiet byter sida - samarbete med Socialdemokraterna (1994-1998)
Med anledning av Sveriges ekonomiska problem inledde centerpartiet ett samarbete med Ingvar Carlssons regering som varade hela mandatperioden. Centerpartiets Per-Ola Eriksson förhandlade med finansminister Göran Persson om budgeten. Centerpartiets tidigare partisekreterare Anders Ljunggren fick ett rum i finansdepartementet och den tidigare riksdagsmannen Pär Granstedt placerades i försvarsdepartementet. Bland resultatet av detta samarbete kan nämnas kärnkraftsuppgörelsen med Socialdemokraterna och Vänsterpartiet som innebar att man år 1999 stängde kärnkraftsreaktorn Barsebäck 1.
Några månader innan riksdagsvalet 1998 avgick Olof Johansson och efterträddes av Lennart Daléus. För Centerpartiet blev valet 1998 ännu ett i raden av förlustval sedan valet 1973, trots den nye partiledaren och en valkampanj under temat Det här är Lennart. I ännu ett val gick Centerpartiet nedåt och slutade på strax över 5 procent av rösterna.

### Vändningen (2002)
I mars 2001 efterträddes Daléus av Maud Olofsson, från Arnäs i nuvarande Örnsköldsviks kommun. Hon blev då historisk genom att vara den tredje centerledaren från Ångermanland (Gunnar Hedlund från Helgum i nuvarande Sollefteå kommun, Thorbjörn Fälldin från Högsjö i nuvarande Härnösands kommun). Vid centerstämman i Västervik i juni samma år slog stämman fast ett nytt idéprogram, Där människor får växa . Riksdagsvalet 2002 innebar den första uppgången för centerpartiet sedan 1973 och valresultatet innebar en uppgång med 1 procentenhet. Vid folkomröstningen om euron 2003 var Centerpartiet emot ett svenskt medlemskap.

## Centerpartiet och framtiden (2002-)
I boken "Väljare" (Sören Holmberg och Henrik Oscarsson, 2004) skriver de att centerpartiet på sikt kommer åka ur riksdagen om de inte förmår attrahera fler yngre väljare, samt väljare i storstäderna. 25 år efter kärnkraftsomröstningen 1980, genomför Centerpartiet 2005 som ett led i kärnkraftsöverenskommelsen med Vänsterpartiet och Socialdemokraterna en stängning av Barsebäck 2, vilket innebar att den första avvecklingen av ett kärnkraftverk i Sverige nu genomförts.

### Allians för Sverige

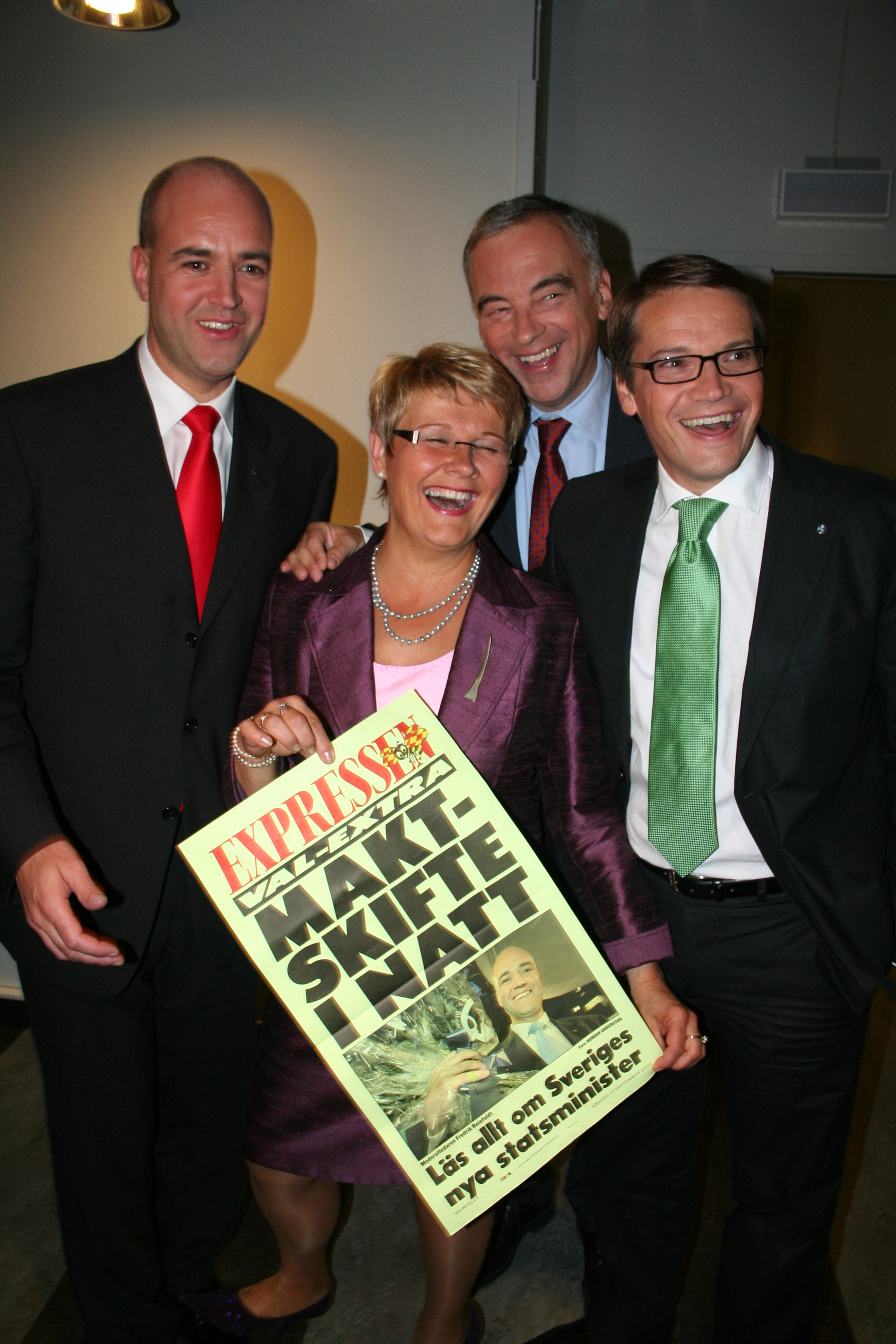
Med Maud Olofsson som partiledare tog partiet plats i regeringen efter riksdagsvalet 2006.

Partiet deltog i Allians för Sverige inför riksdagsvalet 2006 där syftet var att få till stånd ett regeringsskifte. Riksdagsvalet 2006 blev den största framgången för Centerpartiet sedan 1991. Hon kunde nu räkna in en ökning i röster från 5,12 procentenheter till 7,88 sedan hon tillträtt patriledareposten, medan landstingsvalet och kommunvalet blev den största framgången sedan 1994. Centerpartiet blev åter Sveriges tredje största parti, något man inte varit sedan 1994. Centerpartiet gick i riksdagsvalet även starkt fram i Stockholms kommun från 1,77 % till 5,66 %, vilket innebar att partiet tog två platser i riksdagen för Stockholms stad. Partiet erövrade också nya procentenheter i Malmö och Göteborg.

### Alliansregeringen (2006-2014)
Efter valet bildades en borgerlig fyrpartiregering med partiordföranden Maud Olofsson som vice statsminister tillika näringsminister.
Valet 2010 innebar en marginell nedgång för partiet men Centerpartiet är idag ett av Europas rikaste partier. Partiets försäljning av tidningskoncernen Centertidningar gav partiet över 1,8 miljarder svenska kronor.

### Opposition och januariavtalet
Efter riksdagsvalet 2014 blev Centerpartiet ett oppositionsparti mot regeringen Löfven I. Riksdagsvalet 2018, som blev partiets bästa sedan 1988, ledde till en oklar parlamentarisk situation. I januari 2019 ingick Centerpartiet och Liberalerna ett samarbete, reglerat i Januariavtalet, med Socialdemokraterna och Miljöpartiet. De två senare partierna bildade regering, medan Centerpartiet och Liberalerna samarbetade med regeringen i ett antal frågor, bland annat statsbudgeten.

## Namnhistorik
- Bondeförbundet (1922-1943)
- Landsbygdspartiet Bondeförbundet. (1943-1957)
- Centerpartiet bondeförbundet (1957-1958)
- Centerpartiet (1958-)